# Pattinaggio di figura alla XXV Universiade invernale
Le gare di pattinaggio di figura della XXV Universiade invernale si sono svolte all'Indoor Ice Skating Rink di Erzurum, in Turchia, tra il 1º e il 5 febbraio 2011.

## Podi

### Uomini
| Evento           | Oro          | Punteggio | Argento        | Punteggio | Bronzo           | Punteggio |
| Singolo maschile | Nobunari Oda | 223,15    | Sergej Voronov | 204,54    | Daisuke Murakami | 202,83    |

### Donne
| Evento                    | Oro            | Punteggio | Argento                 | Punteggio | Bronzo        | Punteggio |
| Singolo femminile         | Candice Didier | 144,08    | Sonia Lafuente Martínez | 143,43    | Shion Kokubun | 141,80    |
| Pattinaggio sincronizzato | Team Rockettes | 192,99    | Team Marigold IceUnity  | 186,67    | Team Paradise | 179,18    |

### Misto
| Evento               | Oro                                        | Punteggio | Argento                            | Punteggio | Bronzo                                    | Punteggio |
| Pattinaggio a coppie | Russia Nori Maisuradze Ljubov' Iljušečkina | 175,03    | Cina Dong Huibo Wu Yiming          | 140,26    | Cina Zhang Yue Wang Lei                   | 137,19    |
| Danza su ghiaccio    | Russia Kristina Gorškova Vitalj Butikov    | 135,53    | Turchia Alper Uçar Alisa Agafonova | 127,13    | Ucraina Nadija Frolenkova Mychailo Kasalo | 121,96    |

## Medagliere
| Posizione | Paese     | Oro | Argento | Bronzo | Totale |
| --------- | --------- | --- | ------- | ------ | ------ |
| 1         | Russia    | 2   | 1       | 1      | 4      |
| 2         | Finlandia | 1   | 1       | 0      | 2      |
| 3         | Giappone  | 1   | 0       | 2      | 3      |
| 4         | Francia   | 1   | 0       | 0      | 1      |
| 5         | Cina      | 0   | 1       | 1      | 2      |
| 6         | Spagna    | 0   | 1       | 0      | 1      |
|           | Turchia   | 0   | 1       | 0      | 1      |
| 8         | Ucraina   | 0   | 0       | 1      | 1      |
| Totale    | Totale    | 5   | 5       | 5      | 15     |